# Zyklenzeiger
Der Zyklenzeiger, auch Zyklenindikator genannt, wird in der Mathematik als Hilfsmittel eingesetzt, wenn bei der Bestimmungen komplexerer Anzahlen in der Kombinatorik Symmetrien berücksichtigt werden können.
Konkret ist der Zyklenzeiger ein Polynom, welches Informationen über die Struktur einer passenden Gruppe abstrahiert.
Die bekannteste Anwendung ist der Satz von Pólya, welcher das Abzählen komplexerer Äquivalenzklassen von Objekten ermöglicht, etwa die Anzahl aller echt unterschiedlichen Moleküle einer Familie in der Chemie oder die der Bäume in der Graphentheorie.

## Formale Definition
Sei {\displaystyle G} eine Permutationsgruppe mit {\displaystyle m} Elementen vom Grad {\displaystyle n}. Jede Permutation {\displaystyle \sigma \in G} lässt sich eindeutig als Vereinigung disjunkter Zyklen darstellen. Der Zyklentyp der Permutation sei durch die Anzahl {\displaystyle j_{k}(\sigma )} aller Zyklen von {\displaystyle \sigma } mit Länge {\displaystyle k} gegeben, also
{\displaystyle 0\leq j_{k}(\sigma )\leq \lfloor n/k\rfloor {\text{ und }}\sum _{k=1}^{n}k\,j_{k}(\sigma )\;=n.}
Nun wird jedem {\displaystyle \sigma \in G} ein Monom
{\displaystyle M(\sigma ):=a_{1}^{j_{1}(\sigma )}\cdot a_{2}^{j_{2}(\sigma )}\cdot \cdots \cdot a_{n}^{j_{n}(\sigma )}=\prod _{k=1}^{n}a_{k}^{j_{k}(\sigma )}}
in den Variablen {\displaystyle a_{1},a_{2},\ldots ,a_{n}} zugewiesen. Dann ist der Zyklenzeiger von {\displaystyle G} gegeben durch das den Durchschnitt bildende Polynom
{\displaystyle Z(G):=Z(G;a_{1},a_{2},\ldots a_{n}):={\frac {1}{|G|}}\sum _{\sigma \in G}M(\sigma )={\frac {1}{m}}\sum _{\sigma \in G}\prod _{k=1}^{n}a_{k}^{j_{k}(\sigma )}}.

## Beispiele

### Zyklische GruppeC3
Die zyklische Gruppe {\displaystyle C_{3}=\lbrace a^{0},\,a^{1},\,a^{2}\rbrace } wird durch die drei Permutationen
{\displaystyle {\begin{aligned}a^{0}=\sigma _{1}=[123]&=(1)(2)(3)\\a^{1}=\sigma _{2}=[231]&=(123)\\a^{2}=\sigma _{3}=[312]&=(132)\end{aligned}}}
realisiert. {\displaystyle \sigma _{1}} besteht aus {\displaystyle 3} Zyklen der Länge eins, also lautet das entsprechende Monom {\displaystyle a_{1}^{3}}. Hingegen bestehen {\displaystyle \sigma _{2}} und  {\displaystyle \sigma _{3}} jeweils aus einem Zyklus der Länge 3, also ergibt sich zweimal das Monom {\displaystyle a_{3}^{1}}. Durchschnittsbildung führt auf den Zyklenzeiger von {\displaystyle C_{3}}:
{\displaystyle Z(C_{3})={\frac {1}{3}}\left(a_{1}^{3}+2a_{3}\right)}.

### Symmetrische GruppeS3
Die symmetrische Gruppe {\displaystyle S_{3}} besteht aus den sechs Permutationen
{\displaystyle {\begin{aligned}\sigma _{1}=[123]&=(1)(2)(3)\\\sigma _{2}=[132]&=(1)(23)\\\sigma _{3}=[213]&=(12)(3)\\\sigma _{4}=[231]&=(123)\\\sigma _{5}=[312]&=(132)\\\sigma _{6}=[321]&=(13)(2)\end{aligned}}}
und der Zyklenzeiger ist
{\displaystyle Z(S_{3})={\frac {1}{6}}\left(a_{1}^{3}+3a_{1}a_{2}+2a_{3}\right)}.

### Drehgruppe eines Würfels

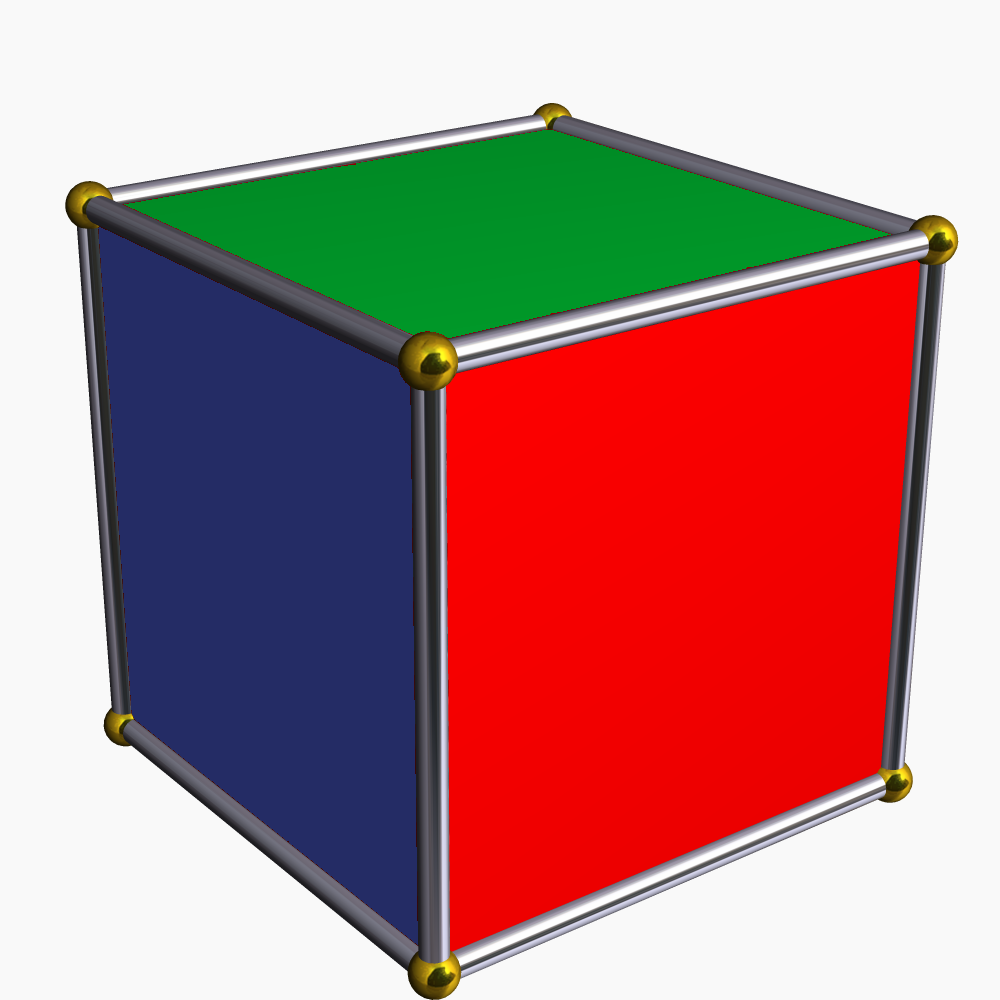
Würfel mit eingefärbten Seiten

Die Drehgruppe eines Würfels, das heißt die Automorphismengruppe {\displaystyle G} seiner Rotationen im dreidimensionalen Raum, kann als Permutationsgruppe der sechs Seiten des Würfels dargestellt werden. Insgesamt gibt es 24 verschiedene Automorphismen, die für die Berechnung des Zyklenzeigers dieser Gruppe klassifiziert werden müssen:
- Eine Rotation um 0°: Dies ist die Identität, die das Monom {\displaystyle a_{1}^{6}} beiträgt.

- Sechs Rotationen der Seiten um 90°: Es gibt drei Möglichkeiten, die Rotationsachse durch den Mittelpunkt einer Seite und dem auf der gegenüberliegenden Seite zu legen. Diese beiden Seiten bleiben also durch die Rotation unverändert, wogegen die anderen vier Seiten jeweils durch einen Zyklus der Länge 4 parallel zur Rotationsachse permutiert werden. Damit ergibt sich das Monom {\displaystyle 3\cdot 2\cdot a_{1}^{2}a_{4}}.

- Drei Rotationen der Seiten um 180°: Es wird um dieselbe Achse wie eben rotiert. Diesmal werden jedoch gegenüberliegende Seiten vertauscht, so dass zwei Zyklen der Länge 2 entstehen. Damit ergibt sich das Monom {\displaystyle 3\cdot a_{1}^{2}a_{2}^{2}}.

- Acht Rotationen der Ecken um 120°: Die vier Rotationsachsen gehen hier durch zwei entgegengesetzte Punkte, d. h. die Endpunkte einer Hauptdiagonale. Es entstehen jeweils zwei Zyklen der Länge 3 der Oberflächen, die an die Endpunkte angrenzen. Damit ergibt sich das Monom {\displaystyle 4\cdot 2\cdot a_{3}^{2}}.

- Sechs Rotationen der Kanten um 180°: Die Rotationsachse geht hier durch die Mittelpunkte zweier diagonal gegenüberliegender Kanten. Es werden jeweils die beiden Seiten vertauscht, die an eine der beiden Kanten angrenzen, sowie die beiden Seiten, die jeweils nur an eine Ecke der beiden Kanten angrenzen. Insgesamt gibt es also drei Zyklen der Länge 2 und es ergibt sich somit das Monom {\displaystyle 6\cdot a_{2}^{3}}.

Insgesamt ergibt sich damit für den Zyklenzeiger der Gruppe G
{\displaystyle Z(G)={\frac {1}{24}}\left(a_{1}^{6}+6a_{1}^{2}a_{4}+3a_{1}^{2}a_{2}^{2}+8a_{3}^{2}+6a_{2}^{3}\right).}
Diese Formel kann jetzt für verschiedene kombinatorische Probleme verwendet werden: Die Substitution {\displaystyle a_{1}:=a_{2}:=a_{3}:=a_{4}:=n} und Anwendung des Satzes von Pólya ergibt etwa, dass es insgesamt
{\displaystyle {\frac {1}{24}}\left(n^{6}+3n^{4}+12n^{3}+8n^{2}\right)}
echt verschiedene (d. h. durch Rotation nicht ineinander überführbare) Möglichkeiten gibt, die Seiten eines Würfels mit {\displaystyle n} verschiedenen Farben einzufärben.
Man beachte: Alternativ hätte man auch eine auf die Ecken oder Kanten (wenn der Würfel als Graph aufgefasst wird) wirkende Gruppe betrachten können, was allerdings auf andere Zyklenzeiger führen würde.